# Diga di Geçitköy
La diga di Geçitköy (in greco Φράγμα της Πάναγρας?) è una diga in roccia sul fiume Mandara a circa 8 km a ovest della città di Lapithos (Lepta in Turco) a Cipro. La diga si trova nel territorio de facto di Cipro del Nord. È stata originariamente completata come Diga di Dağdere nel 1989 ma tra il 2012 e il 2014 è stata innalzata e ampliata nella sua forma attuale. La diga fa parte del Northern Cyprus Water Supply Project e riceve l'acqua non solo dal fiume ma anche attraverso un condotto sottomarino collegato alla diga di Alaköprü, situata vicino alle coste meridionali della provincia di Mersin, in Turchia. La costruzione delle opere principali della diga è iniziata il 30 marzo 2012 ed è stata completata il 7 marzo 2014. La nuova diga ha aumentato la capacità del serbatoio da 1.800.000 m3 a 35.000.000 m3. L'acqua dalla Turchia è entrata per la prima volta nel serbatoio il 17 ottobre 2015. Da lì viene trasferita tramite pompe a Girne che si trova ad est.